# Деттум
Деттум (нем. Dettum) — община в Германии, в земле Нижняя Саксония.
Входит в состав района Вольфенбюттель. Подчиняется управлению Зикте. Население составляет 1184 человека (на 31 декабря 2010 года). Занимает площадь 17,16 км².
Коммуна подразделяется на 3 сельских округа.
| Год  | Население |
| ---- | --------- |
| 1990 | 1325      |
| 1995 | 1418      |
| 2000 | 1375      |
| 2005 | 1323      |
| 2010 | 1232      |